# شبستان تاریخی مسجد جامع اشتهارد
شبستان تاریخی مسجد جامع اشتهارد مربوط به سده‌های ۵ و ۶ ه.ق است و در اشتهارد، مرکز شهر واقع شده و این اثر در تاریخ ۲۷ آبان ۱۳۸۶ با شمارهٔ ثبت ۲۰۲۶۱ به‌عنوان یکی از آثار ملی ایران به ثبت رسیده است.